# Zeuxippus pallidus
Zeuxippus pallidus là một loài nhện trong họ Salticidae.
Loài này thuộc chi Zeuxippus. Zeuxippus pallidus được Tord Tamerlan Teodor Thorell miêu tả năm 1895.